# Evropocentrizem
Evropocentrizem ali evrocentrizem je posebna oblika etnocentrizma, ki druge etnične kulture presoja z evropskimi merili. 

## Opredelitev
Pojem je skovan iz besed Evropa in "centrizem", nastala  je po analogiji: egocentrizem pomeni samoljubnost, kakovost človeka, ki misli samo nase in je samemu sebi pomemben, za druge mu ni mar. V tem smislu je evropocentrizem ena od pojavnih oblik sociocentrizma, ki ga neka človeška skupnost oziroma družba neguje v zavesti, da je središčnega pomena med vsemi možnimi drugimi skupnostmi. Evropocentrizem je torej zavest, stališče in vedenje o središčnosti Evrope v svetu. Je prepričanje, da je Evropa najpomembnejši del sveta, gibalo svetovnega razvoja. 
Evropski osvajalci so razglasili za manjvredna, divjaška, necivilizirana ipd. številna ljudstva v Avstraliji, Afriki, Aziji in Ameriki. Presojali so jih z merili lastnih (evropskih) etničnih kultur, ki pa so bila za razumevanje teh etnij in njihovih kultur popolnoma neustrezna.